# Grafschaft Dreux
Die Grafschaft Dreux mit der Hauptstadt Dreux war eine alte französische Grafschaft im Norden des Pays Chartrain an den Grenzen der Île-de-France und der Normandie, zu der sie ursprünglich gehörte.

## Geschichte
Die Grafschaft gehörte zum Besitz der Robertiner, unterstand aber zu Beginn des 10. Jahrhunderts einem Landry, dessen Tochter Eva sie als Mitgift dem Grafen Walter (Gautier) von Vexin zuführte. Sie fiel später an Richard I. von Normandie, dessen Tochter sie wiederum 1017 in ihre Ehe mit Graf Odo II. von Blois einbrachte.
Der französische König Robert II. nahm Odo die Grafschaft ab und fügte sie in Domaine royal ein. König Ludwig VI. gab sie 1137 seinem Sohn Robert, dem Stammvater des Hauses Frankreich-Dreux.
1377, nach dem Tod des Simon von Thouars, Graf von Dreux, wurde die Grafschaft von den Erben an den König verkauft. Nach 1382 gab König Karl VI. sie an Arnaud-Amanieu d’Albret, einen seiner fähigsten Offiziere, der seit 1368 mit Margarete von Bourbon, seiner Schwägerin, verheiratet war.
1556 fiel Dreux an die Krone zurück und wurde 1559 Teil der Morgengabe für Katharina von Medici; 1569 wurde die Grafschaft zum Herzogtum und zur Pairie erhoben und dem Herzog Franz von Alençon († 1584) als Paragium gegeben, dem späteren Herzog von Anjou.

## Grafen von Dreux

### Erste Grafen
- Hugo der Große († 956), ab 922 u. a. Graf von Vexin (Robertiner)
- Landry, Beginn des 10. Jahrhunderts
- Walter (vermutlich identisch mit Graf Walter I. von Vexin)
- Richard I. von Normandie († 996) (Rolloniden), Schwiegersohn Hugos des Großen
- Odo II. von Blois († 1037) (Haus Blois), Schwiegersohn Richards, ohne Nachkommen aus dieser Ehe

### Haus Frankreich-Dreux
- 1137–1184: Robert I. le Grand (der Große) (* 1123; † 1188), Graf von Dreux Dreux, Le Perche und Braine, Sohn des Königs Ludwig VI.
- 1184–1218: Robert II. le Jeune (der Junge) (* 1154; † 1218), Sohn von Roberts I. und Agnes von Baudemont.
- 1218–1234: Robert III Gasteblé (* 1185; † 1234), Sohn von Robert II. und Jolanthe (Yolande) von Coucy.
- 1234–1249: Johann I. (Jean I.) (* 1215; † 1249), Sohn Roberts III.
- 1249–1282: Robert IV. (* 1241; † 1282), Graf von Dreux, Braine und Montfort-l’Amaury, Sohn Johanns I.
- 1282–1309: Johann II. der Gute (Jean II. le Bon) (* 1265; † 1309), Sohn Roberts IV.
- 1309–1329: Robert V. (* 1293; † 1329), Sohn von Johann II. und Jeanne de Beaujeu
- 1329–1331: Johann III. (Jean III.) (* 1295; † 1331), Bruder Roberts V.
- 1331–1345: Peter I. (Pierre I.), (* 1298; † 1345), Bruder Johanns III.
- 1345–1346: Johanna I. (Jeanne I.), (* 1345; † 1346), Tochter Peters I.
- 1346–1355: Johanna II. (Jeanne II.), (* 1309; † 1355), Tante Johannas I., verheiratet mit Ludwig, Vizegraf von Thouars († 1370)

### Haus Thouars
- 1355–1365: Simon de Thouars († 1365), Sohn Ludwigs und Johannas II.
- 1365–1377: Perenelle de Thouars († 1397), Tochter Ludwigs und Johannas II.
- 1365–1377: Isabeau de Thouars, Tochter Ludwigs und Johannas II.
- 1365–1377: Marguerite de Thouars († 1404), Tochter Ludwigs und Johannas II.

1377 verkauften die drei Schwestern Dreux an die Krone.

### Haus Albret
- 1382–1401: Arnaud-Amanieu d’Albret (* 1338; † 1401), Herr von Albret
- 1401–1415: Charles I. d’Albret († 1415), dessen Sohn
- 1415–1442: Charles II. d’Albret (* 1407; † 1471), dessen Sohn
- 1442–1444: Johanna III. (Jeanne III.) d’Albret († 1444), dessen Tochter, heiratet Herzog Arthur III. von Bretagne (* 1393; † 1458)
- 1491–1524: Jean d’Albret, sire d’Orval († 1524), Neffe Johannas

### Haus Bourbon
- Louis I. de Bourbon (* 1530; † 1569), 1557 Graf von Soissons
- Charles de Bourbon-Condé (* 1566; † 1612), 1569 Graf von Soissons und Dreux, dessen Sohn
- Louis de Bourbon-Condé (* 1604; † 1641), 1612 Graf von Soissons, Dreux und Clermont-en-Beauvaisis, dessen Sohn
- Marie de Bourbon (* 1606; † 1692), 1641 Gräfin von Soissons, dessen Schwester

### Haus Savoyen
- Thomas von Savoyen (* 1596; † 1656) Fürst von Carignan, 1641 Graf von Soissons (iure uxoris), deren Ehemann
- Eugen Moritz von Savoyen-Carignan (* 1635; † 1673) Graf von Soissons und Dreux, deren Sohn
- Emanuel-Philibert von Savoyen-Carignan (* 1662; † 1676), 1692 Graf von Dreux, dessen Sohn

### Haus Orléans-Longueville
- Marie de Nemours (* 1625; † 1707), 1676 Gräfin von Dreux

### Haus Bourbon
- Louis II. Joseph de Bourbon (* 1654; † 1712) Herzog von Vendôme, 1707 Graf von Dreux
- Marie Anne de Bourbon-Condé (* 1678; † 1718), 1712 Gräfin von Dreux, dessen Witwe

### Haus Pfalz-Simmern
- Anna Henriette von Pfalz-Simmern (* 1648; † 1723), 1718 Gräfin von Dreux, deren Schwägerin

### Haus Bourbon
- Louise Bénédicte de Bourbon (* 1676; † 1753), 1723 Gräfin von Dreux, deren Tochter
- Louis Auguste II. de Bourbon (* 1700; † 1755), Herzog von Maine, 1753 Graf von Dreux, deren Sohn
- Louis Charles de Bourbon (* 1701; † 1775), Graf von Eu, 1755 Graf von Dreux, dessen Bruder
- Louis Jean Marie de Bourbon (* 1725; † 1793), Herzog von Penthièvre, 1775 Graf von Dreux, dessen Onkel